# 梅谷心愛
梅谷 心愛（うめたに こころ、2007年〈平成19年〉10月26日 - ）は、日本の演歌歌手。福岡県福岡市博多区出身。本名同じ。所属事務所はアービング。所属レコード会社は徳間ジャパン。

## 略歴
幼少期の頃から曾祖母の影響を受け、昭和の歌謡曲に親しみを持つようになる。当時、曾祖母が歌っていた美空ひばりの歌に惹かれ、６歳の時に観たDVD「不死鳥コンサート in 東京ドーム」に映る美空ひばり自身の姿に感銘を受けたことがきっかけとなり、歌手「美空ひばり」を追いかけはじめる。
2015年のヤマハ主催「ミュージックレボリューション」に出場し奨励賞を受賞。2017年の「福岡県歌謡連合会第13回カラオケ大会 一般の部」にて優勝。以降、数多くの歌唱コンクールやカラオケ大会に出場し優勝や優秀賞などを重ねていく。
2017年、音楽バラエティー番組「Momm！！」（TBS）に9歳でテレビ初出演。2018年、11歳の時に歌謡番組「歌唱王」（日本テレビ）に出場しファイナリスト３位を得る。同年、「THEカラオケ★バトル」（テレビ東京）に初出場。翌年の2018年に同番組にて美空ひばりの「人生一路」を歌い史上最年少となる12歳で100点を獲得。
11歳の時からバラエティー番組「サンドウィッチマン&芦田愛菜の博士ちゃん」（テレビ朝日）に「美空ひばり博士」として7回出演。
小学5年の時、プロの歌手になることを決心。小学校卒業と同時に、その夢を抱き応援してくれる家族とともに福岡から上京。
2019年7月、大阪・新歌舞伎座での市川由紀乃の特別公演「島倉千代子物語」において、幼少時代の島倉千代子を演じた。
2023年7月5日、徳間ジャパンよりCDシングル「磐越西線ひとり」をリリースし、歌手としてメジャーデビュー。
2024年7月よりボーカルユニット「3人娘Z」のメンバーとして活動中。
2024年度の「第66回日本レコード大賞 」 にて新人賞を受賞。

## 人物
- 趣味：ウォーキング、銭湯巡り[1]
- 特技：フラフープ[1]
- キャッチフレーズ：「令和の昭和歌謡少女」[17][18][19][20]
- 尊敬する人： 美空ひばり[1]
- 目標とする歌手：市川由紀乃[3]
- 上京後は家族5人と猫7匹と共に暮らす[21]
- 好きな食べ物は、シュークリームと栗まんじゅうとお肉[21]
- 好きな言葉は、「一生元気」[22]

## 観光大使・ふるさと大使
- 『会津若松市観光大使』[23][24]（2023年12月～）

## 受賞歴
- 日本作曲家協会音楽祭 2024・奨励賞[25]（2024年10月7日）
- 第66回日本レコード大賞 - 新人賞[14][15][16]（2024年11月21日）

## ディスコグラフィー

### シングル
| # | 発売日        | 曲順 | タイトル       | 作詞     | 作曲     | 編曲     | 最高順位 | 規格品番              |
| - | ------------- | ---- | -------------- | -------- | -------- | -------- | -------- | --------------------- |
| 1 | 2023年7月5日  | 01   | 磐越西線ひとり | 石原信一 | 弦哲也   | 猪股義周 | 23位     | TKCA-91520            |
| 1 | 2023年7月5日  | 02   | あこがれ橋     | 石原信一 | 弦哲也   | 猪股義周 | 23位     | TKCA-91520            |
| 1 | 2024年4月17日 | 02   | 青い約束       | 石原信一 | 弦哲也   | 猪股義周 | 23位     | TKCA-91565 （青春盤） |
| 1 | 2024年4月17日 | 03   | 軌跡           | 左合桂三 | 井上暖之 | 井上暖之 | 23位     | TKCA-91565 （青春盤） |
| 2 | 2025年4月9日  | 01   | 秘密の花       | 売野雅勇 | 幸耕平   | 萩田光雄 | 13位     | TKCA-91615            |
| 2 | 2025年4月9日  | 02   | 蛍橋           | 売野雅勇 | 幸耕平   | 佐藤和豊 | 13位     | TKCA-91615            |
| 2 | 2025年4月9日  | 02   | 桜の頃         | 売野雅勇 | 幸耕平   | 萩田光雄 | 13位     | TKCA-91616            |

### 映像作品
| # | 発売日       | タイトル                                        | 規格品番  | 販売形態 | 収録曲                                                                                            | 備考 | オリコン順位 |
| - | ------------ | ----------------------------------------------- | --------- | -------- | ------------------------------------------------------------------------------------------------- | ---- | ------------ |
| 1 | 2025年1月8日 | 梅谷心愛 『ファーストコンサート〜16歳の軌跡〜』 | TKBA-1416 | DVD      | 梅谷心愛 オフィシャルホームページ ディスコグラフィを参照 徳間ジャパン 梅谷心愛 リリース情報を参照 |      | 11位         |

## 年表

### 2023年
- 7月4日、東京・ライブレストラン青山でデビュー記念ライブを開催。[31]
- 7月5日、徳間ジャパンより「磐越西線ひとり」にてメジャーデビュー。[32]
- 10月6日 - 10日、ミュージカル「時をかける少女」に出演。[33][34]

### 2024年
- 4月17日、徳間ジャパンよりデビューシングルの別バージョンシングル「磐越西線ひとり (青春盤)」をリリース。[35]
- 7月31日、演歌歌手「田中あいみ」と歌手「舞乃空」とともにボーカルユニットを結成。同時点ではユニット名を「Z世代娘（仮）」としていたが、公募により8月31日に正式に「3人娘Z」となる。[13]
- 9月26日、東京・葛飾区にある「かめありリリオホール」にて、「令和の昭和歌謡少女 梅谷 心愛ファーストコンサート2024」を開催。[36][8]
- 11月21日、「第66回日本レコード大賞」において新人賞を受賞した。[14][15][16]
- 12月25日、東京・日本橋三井ホールにてボーカルユニット「3人娘Z」のクリスマスコンサートを開催。ユニットとしては初のコンサートとなる。3月配信予定のユニット初のオリジナル曲「イマサラ」を初披露した。[37][38][39][40][41]
- 12月30日、東京・新国立劇場にて開催された「第66回日本レコード大賞」において新人賞受賞者として念願のステージに立ち、自身の楽曲「磐越西線ひとり」を歌唱した。[42][43][44][45][46]

### 2025年
- 1月8日、2024年9月26日に東京・かめありリリオホールにて開催された『梅谷心愛ファーストコンサート2024』のライブ映像を収録したDVDビデオをリリース。自身として初の映像作品となる。[28][29]　2025年1月20日付（同年1月6日‐1月12日）オリコン・週間ミュージックDVDランキングにて11位を獲得。[30]
- 2月20日、東京・古賀政男音楽博物館「けやきホール」にて開催された日本作詩家協会主催の「日本作詩家協会シンポジウム　昭和歌謡を歌い継ぐ― 美空ひばり」にゲスト出演した。同イベントはSNSで注目される昭和歌謡を同協会の視点で捉え研修する企画で、第一弾に昭和を代表する歌手「美空ひばり」を取り上げ、自身は美空ひばり博士としてトークコーナーに出席。オリジナル曲とともに「美空ひばり」の楽曲を歌唱した。[47][48][49]
- 3月31日、4月からのBSテレ東のレギュラー番組「THE名門校 日本全国すごい学校名鑑」にてテーマソングを担当することが公表された。同番組は「行きたい学校が見つかる！なりたい自分が見つかる！…テレビ学校訪問」をコンセプトに日本全国の「名門校の生の姿」を紹介する情報ドキュメンタリー番組であり、新テーマ曲名は「チャイム」。番組のテーマソング担当は自身初となる。[50][51]
- 4月9日、2ndシングル「秘密の花」をリリース。[52][53][54][55]　4月8日付オリコン デイリー シングルランキングにて７位。[56]　４月21日付（2025年04月07日～2025年04月13日）オリコン週間シングルランキング13位[27]、同 週間 演歌・歌謡シングルランキングにて3位を獲得した。[57]

## 出演

### テレビ
- 「新・BS日本のうた」（NHK BSプレミアム）
  - 2023年7月23日
  - 2024年2月18日
  - 2024年12月8日：ボーカルユニット「3人娘Z」として出演。「女の意地」「なみだの桟橋」（以上をソロ）、「年下の男の子」「ロコモーション」「可愛いベイビー」「恋はみずいろ」など（3人娘Z）を歌唱。[58]
  - 2025年2月23日：「花笠道中」（美空ひばり）、「大漁まつり」（さくらまや）を歌唱。[59]
  - 2025年6月８日：「酔いどれ女の流れ歌」（森本和子）、「いのちの歌」「狂わせたいの」「恋の季節」「個人授業」（共演）、「秘密の花」を歌唱。[60]
- 「あさうたワイド」（BS日テレ）
  - 2023年7月6日：「磐越西線ひとり」
  - 2023年8月24日：「あこがれ橋」
  - 2023年12月7日：「磐越西線ひとり」
  - 2024年5月16日：「軌跡」、「磐越西線ひとり」
  - 2024年6月6日：「軌跡」、「青い約束」
  - 2024年8月1日：「人生一路」、「磐越西線ひとり」
  - 2024年12月5日：「黄昏のビギン」、「磐越西線ひとり」
- 「人生、歌がある」（BS朝日）
  - 2024年1月1日「お正月！5時間スペシャル2024～第一夜～」[61]
  - 2024年1月13日：自身の楽曲「あこがれ橋」、田中あいみと共に「羅生門」を歌唱。[62]
  - 2024年4月6日：「磐越西線ひとり」[63]
  - 2024年11月2日：「磐越西線ひとり」[64]
  - 2025年1月1日：「5夜連続5時間スペシャル 第3夜」：「磐越西線ひとり」[65]
  - 2025年1月2日：「5夜連続5時間スペシャル 第4 夜」[66]
  - 2025年1月11日：「青い約束」、「大ちゃん数え唄」（天童よしみ）を天童よしみ、田中あいみと共に歌唱。[67]
  - 2025年3月22日：「青い約束」、「ボーイ・ハント」（伊東ゆかり）を伊東ゆかり、真田ナオキと共演。[68]
  - 2025年5月3日：「秘密の花」、「心のこり」（細川たかし）を細川たかし、真田ナオキと共演。[69]
- 「演歌の花道」（BSテレ東）
  - 2023年6月18日：「悲しい酒」を歌唱。[70]
  - 2025年4月13日：「石狩挽歌」を歌唱。[71]
- 「歌謡プレミアム」（2023年6月26日、BS日テレ）

- 「昭和歌謡ベストテンDX」（2023年7月6日、BS-TBS）

- 「うたって♪ハマって♪」（2023年7月10日、BS12）
- 「関内エビル」（2023年7月14日、テレビ神奈川）
- 「洋子の演歌一直線」（2023年7月23日、テレビ東京）
- 「新・3人の歌仲間 with DAM CHANNEL 演歌」（BS日テレ）
  - 2023年7月25日
  - 2024年5月14日、5月21日、5月28日
  - 2025年2月4日、2月11日、2月18日、2月25日：2024年11月24日開催「3人娘Z in大阪公演」の内容を放送。「少女A」（中森明菜）、オリジナル曲「軌跡」「磐越西線ひとり」をソロで、「六本木心中」「WOMAN」「女はそれを我慢できない」を3人娘Zとして歌唱。[72]
  - 2025年4月1日、4月8日、4月15日：4月度の注目アーティスト（D-PUSH！）に選定される。1か月を通して自身の紹介、新曲「秘密の花」の歌唱と共に、同番組の進行を担当。[73]
- 「清水節子と蒔田由美子の歌日記」（2023年7月25日、テレビ埼玉）
- 「徳光和夫の名曲にっぽん」（BSテレ東）
  - 2023年7月28日「名曲選スペシャル」：「磐越西線ひとり」を歌唱。[74]
  - 2024年6月14日「世代別！ベテラン＆若手歌手 2時間SP」：「人生一路」を歌唱。[75]
  - 2024年10月11日「長山洋子コラボ＆歌姫の名曲を歌い継ぐ2時間SP」：「お前に惚れた」（美空ひばり）を歌唱。[76]
- 「昭和歌謡パレード」（BSフジ）
  - 2023年8月16日
  - 2024年12月25日：「3人娘Z」として出演し、「六本木心中」、クリスマスソングメドレーを歌唱。[77]
- 「サンドウィッチマン＆芦田愛菜の博士ちゃん（テレビ朝日）
  - 2023年8月26日「2.5時間SP」
  - 2023年11月11日
  - 2023年11月18日「90分SP」
  - 2024年8月31日「2時間半SP
  - 2024年12月14日「昭和歌謡ドリーム紅白歌合戦  3時間SP」[78]
  - 2025年1月25日「泉洋も驚いたアメリカ現地調査SP」[79]
- 「熱血！男たちと歌仲間 ザ★ＥＮＫＡていんＭＥＮと！」（BS12）
  - 2023年9月8日
  - 2023年12月15日「in会津」
- 「小桜舞子とサイリンの歌の彩は」（2023年9月8日、テレビ埼玉）
- 「はやウタ」（2023年9月11日、NHK）
- 「山崎ていじのさわやか歌謡曲」（2023年11月2日、BS12

- 「ドシラソファミレオン♪」（2023年12月18日、2024年5月13日、千葉テレビ）
- 「超無敵クラス」（2024年1月21日、日本テレビ）
- 「ニッポンの歌ヂカラ〜歌い継がれるあのメロディー〜」（2024年2月17日、テレビ東京）
- 「うたコン」（NHK）
  - 2024年5月28日
  - 2024年12月10日：ボーカルユニット「３人娘Ｚ」として出演。[80]
  - 2025年6月24日：「港町十三番地」（美空ひばり）を歌唱。[81]
- 「ハッピーミュージック」（2024年9月21日、BS12）
- 「やっぱり、歌が好き～にっぽんの名曲解体新書～」（2024年10月9日、BS日テレ）：歌手「辰巳ゆうと」と共に応援サポーターとして出演。デュエットで「祝い酒」を歌唱。[82][83]
- 「日本作曲家協会音楽祭・2024」（2024年11月4日、BSテレ東）
- 「MUSIC X」（BS-TBS)
  - 2024年11月21日：「イミテイション・ゴールド」を歌唱。[84][85]
  - 2024年12月26日：「時代」をピアニスト「ハラミちゃん」の伴奏にて歌唱。[86][87]
- 「第66回 輝く！日本レコード大賞」（2024年12月30日、TBS）：「磐越西線ひとり」（新人賞）[44][43]
- 「Singing おしゃべり歌謡喫茶『うたフレ』#20」（2025年2月1日、BSよしもと）[88]
- 「知里と修右のミュージックエッセンス」（2025年7月3日、千葉テレビ）[89]

### ラジオ

#### レギュラー番組
- 『梅谷心愛の「こころの歌」』（2024年4月4日20:00〜、ラジオ大阪）：自身初のレギュラー番組[90]
- 『梅谷心愛 こころでよかろうもん』（2025年4月6日～、RKBラジオ）毎週日曜日18:30より放送[91][92]

#### ゲスト出演
- 「夏木ゆたかのホッと歌謡曲」（2023年7月3日、ラジオ日本）
- 「ラジオビバリー昼ズ」（2023年7月11日・2025年4月1日、ニッポン放送）
- 「水森英夫のチップイン歌謡曲！」（2023年7月29日、栃木放送）
- 「笑福亭鶴瓶 日曜日のそれ」（2023年11月19日・2025年6月29日[93]、ニッポン放送）
- 「サンドウィッチマン ザ・ラジオショーサタデー」（2023年12月2日、ニッポン放送）
- 「GOGOMONZ」（2024年12月23日、NACK5）
- 「生島ヒロシのおはよう定食・おはよう一直線」（2024年12月31日、TBSラジオ）
- 「ナイタースペシャル 有楽町フレッシュ歌謡祭」（2025年5月8日、ニッポン放送）
- 「ふんわり」（2025年5月14日、NHKラジオ第1（東京））：【若手歌手が語る昭和歌謡特集】と題し、自身が選ぶ昭和歌謡ベスト5を紹介。楽曲およびその歌唱歌手への想いを語った。[94]

### 舞台
- 「ミュージカル「時をかける少女」」（2023年10月6日〜10月10日、東京・日本橋劇場）[34]

### SNS系動画
- 月刊カラオケファン公式チャンネル（2024年7月16日 - 、Youtube）：同月刊誌の連載コーナーと連動して「今月のこころの触れ合い【梅谷心愛】」と題し、同チャンネルにてショート動画を配信。[95]

## 書籍
- 歌の手帖（2023年8月号）：「梅谷心愛／ひばりに魅せられた15歳、飛翔（デビュー）！」と題しグラビアとインタビュー記事を掲載。[96][97]
- 月刊カラオケファン（2023年8月号）：「ピックアップアーティスト」として紹介記事を掲載。[98][99]
- 月刊カラオケファン（2024年9月号 - ）：連載記事「梅谷心愛のこころの触れ合い」を掲載。[100]
- 歌の手帖（2025年3月号）：2024年12月25日開催の「3人娘Z」クリスマスコンサートの模様を掲載。[101][102]
- 月刊カラオケファン（2025年4月号）：「ピックアップアーティスト」として「3人娘Z」の紹介記事を掲載。[103]